# Мозырское Полесье
Мозырское Полесье (бел. Мазырскае Палессе) — физико-географический округ Белорусского Полесья (юго-восток Беларуси).
Представляет собой равнину, поднятую над Припятским и Гомельском Полесьем на 15-20 метров. Пределами являются реки Припять, Уборть, а также отроги Овручского кряжа. Здесь находится Мозырская гряда, которая имеет самые высокие точки всего Полесья. Наивысшая точка — 208 метров, что на 94 метра выше уреза Припяти.
Современный рельеф образовался преимущественно в эпоху днепровского оледенения. Ледник двигался с юга Швеции, Балтийского моря, Финляндии и достиг границ Речицы, Мозыря, Малориты. Наиболее активным ледник был в районе Мозыря, где образовался рельеф Мозырской гряды, которая сильно расчленена.